# العلاقات النيجرية النيكاراغوية
العلاقات النيجرية النيكاراغوية هي العلاقات الثنائية التي تجمع بين النيجر ونيكاراغوا.

## مقارنة بين البلدين
هذه مقارنة عامة ومرجعية للدولتين:
| وجه المقارنة                                              | النيجر          | نيكاراغوا        |
| --------------------------------------------------------- | --------------- | ---------------- |
| المساحة (كم2)                                             | 1.27 مليون      | 130.38 ألف       |
| عدد السكان (نسمة)                                         | 21.48 مليون     | 6.22 مليون       |
| الكثافة السكانية (ن./كم²)                                 | 16.91           | 47.71            |
| العاصمة                                                   | نيامي           | ماناغوا          |
| اللغة الرسمية                                             | لغة فرنسية      | اللغة الإسبانية  |
| العملة                                                    | فرنك غرب أفريقي | كوردبا نيكاراغوا |
| الناتج المحلي الإجمالي (بليون دولار)                      | 8.12 مليار      | 13.81 مليار      |
| الناتج المحلي الإجمالي (تعادل القوة الشرائية) بليون دولار | 19.01 مليار     | 31.63 مليار      |
| الناتج المحلي الإجمالي الاسمي للفرد دولار أمريكي          | 358             | 2.09 ألف         |
| الناتج المحلي الإجمالي للفرد دولار أمريكي                 | 938             | 4.92 ألف         |
| مؤشر التنمية البشرية                                      | 0.348           | 0.631            |
| رمز المكالمات الدولي                                      | +227            | +505             |
| رمز الإنترنت                                              | .ne             | .ni              |
| المنطقة الزمنية                                           | ت ع م+01:00     | 00               |

## منظمات دولية مشتركة
يشترك البلدان في عضوية مجموعة من المنظمات الدولية، منها:
| علم المنظمة | اسم المنظمة                               | تاريخ انضمام النيجر | تاريخ انضمام نيكاراغوا |
| ----------- | ----------------------------------------- | ------------------- | ---------------------- |
|             | مؤسسة التنمية الدولية                     | 24 أبريل 1963       | 30 ديسمبر 1960         |
|             | يونسكو                                    | 10 نوفمبر 1960      | 22 فبراير 1952         |
|             | وكالة ضمان الاستثمار متعدد الأطراف        | 10 مايو 2012        | 12 يونيو 1992          |
|             | الأمم المتحدة                             | 20 سبتمبر 1960      | 24 أكتوبر 1945         |
|             | الاتحاد البريدي العالمي                   | ?                   | ?                      |
|             | البنك الدولي للإنشاء والتعمير             | 24 أبريل 1963       | 14 مارس 1946           |
|             | الاتحاد الدولي للاتصالات                  | 14 نوفمبر 1960      | 12 مايو 1926           |
|             | منظمة حظر الأسلحة الكيميائية              | ?                   | ?                      |
|             | مؤسسة التمويل الدولية                     | 7 يناير 1980        | 20 يوليو 1956          |
|             | المركز الدولي لتسوية المنازعات الاستشارية | 14 ديسمبر 1966      | 19 أبريل 1995          |
|             | منظمة التجارة العالمية                    | ?                   | ?                      |
|             | منظمة الشرطة الجنائية الدولية             | ?                   | ?                      |

## وصلات خارجية
- موقع وزارة الخارجية النيكاراغوية